# 룽쉬구

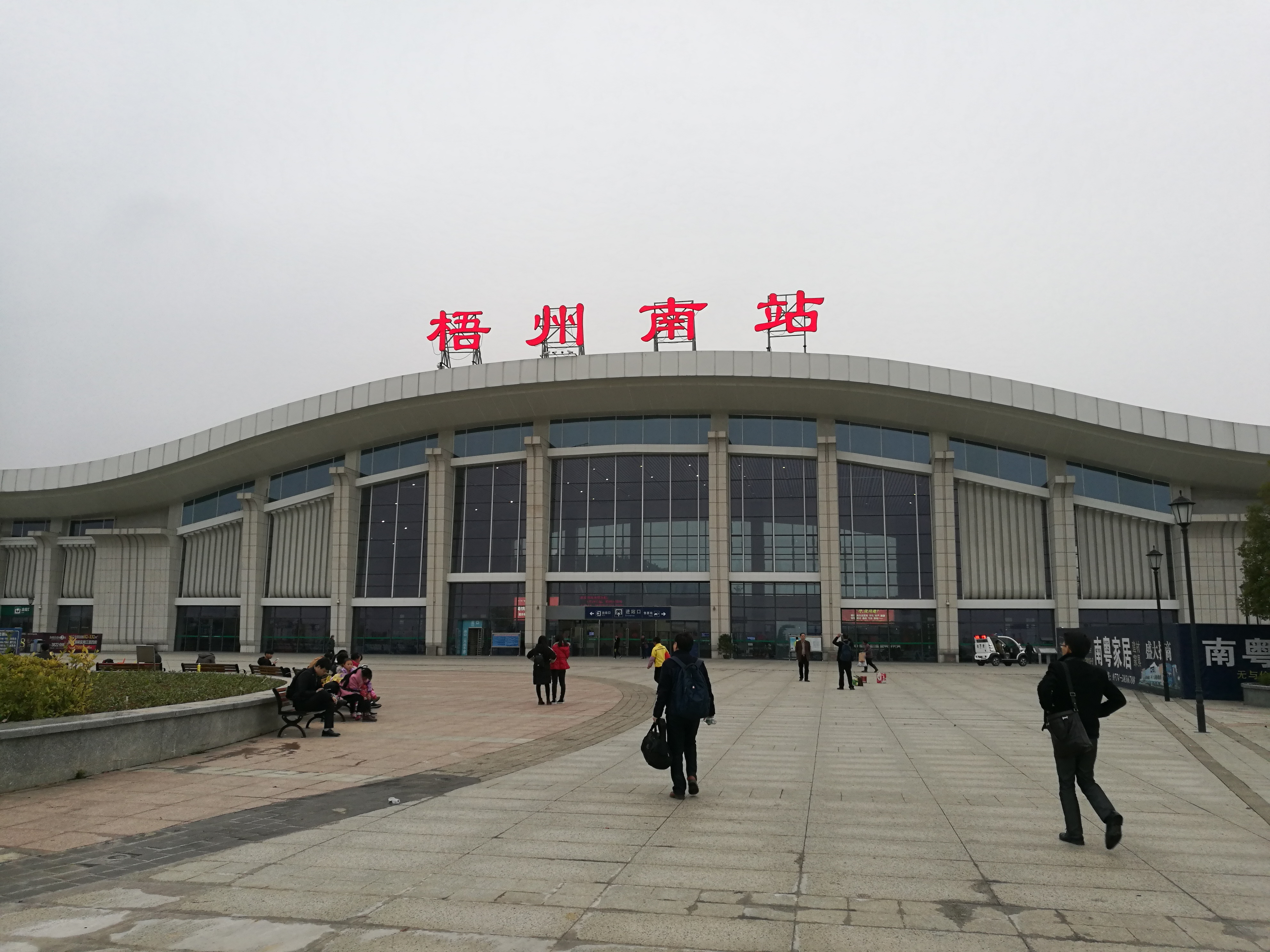

룽쉬구(한국어: 용우구, 중국어 간체자: 龙圩区, 정체자: 龍圩區, 병음: Lóngxū Qū)는 중화인민공화국 광시 좡족 자치구 우저우 시의 현급 행정 구역으로 면적은 981km2, 인구는 303,000명이다. 2013년 2월 창우 현에서 분리되어 신설되었다.

## 행정 구역
4개 진을 관할한다.
- 진:
  - 룽쉬 진(龍圩鎭, 용우진)
  - 다포 진(大坡鎭, 대파진)
  - 광핑 진(廣平鎭, 광평진)
  - 신디 진(新地鎭, 신지진)